# Gå med Gud
Gå med Gud är en psalm vars text och musik är skriven av Tommie Sewón.
Musikarrangemanget i Psalmer i 2000-talets koralbok är gjort av Anders Göranzon.

## Publicerad som
- Nr 826 i Psalmer i 2000-talet under rubriken "Människosyn, människan i Guds hand".